# 豪贤路
豪贤路位于广州市越秀区，西连仓边路，东至越秀北路与东濠涌高架桥相接。

## 历史
宋代广州有东、中、西三城，东城的东界在今芳草街，西界在仓边路和大塘街，城北的护城濠在今东风中路，因为护城濠的南沿街道东西走向，形似弓弦，所以最初取名为濠弦街，意為東濠邊的“琴弦”。1602年著名詩人黎遂球於此出世，後為紀念其佳績而改名豪賢街，明代後不少原籍浙江的文士家族遷入此帶。清代，汪精衛叔汪瑔做官，家人随其遷豪賢街西段的汪氏随山馆。隨著家族人丁增多，汪精衛随其父汪琡、長兄汪兆鏞，在清末光緒年間由豪賢街西段附近的天官里搬至豪賢街中段，購得自宅。二十世纪二十年代，汪精衛（即汪兆銘）宅在豪賢街57號、汪精衛長兄汪兆鏞宅豪賢街54號。汪氏家族在豪賢街的幾處宅屋，三十年代後街道改建，其門牌漸改為一百多號。
1930年代开辟为马路，改为此名。1979年起设有农贸市场(事实上民国就有了)。本路原有广东省电子工业局，环艺车缝合作社、童服厂等部门设施。

## 與之交匯道路
道路顺序由东往西排列
- 越秀北路
- 德政北路
- 仓边路